# よみほぐ
『よみほぐ』は、2017年10月5日よりMEGURO FMで配信されている朗読番組（インターネットラジオ番組）。約10分間の配信となる。
また、2020年7月2日より同局で配信されている姉妹番組『おやすみまえの文学』（おやすみまえのぶんがく）についても、当記事で取り扱う。

## 番組概要
毎回、声優が交代制で童話や昔話などの作品を朗読していくプログラム。
この番組では朗読する声優のことを"よみほぐ師"と呼んでいる。
過去の放送はFRESH!（第67回まで）、ニコニコ動画（第95回まで）、YouTube、ラジオクラウド（第95回まで）にてアーカイブが随時、アップロードされていた。iTunes、Spotify、SMART USENなどのストリーミング配信サービスでも過去の配信が取り扱われている。
番組開始当初から毎週木曜日に配信が行われていたが、配信開始から2周年の2019年10月より、隔週木曜日配信に変更となり、配信場所もYouTubeのみとなった。隔週配信に代わってからの番組コンセプトは「眠れる朗読番組」。
2020年に入ってからは後述の新朗読番組の配信開始に伴い、アーカイブ配信のみ行なっていたが、2017年10月の配信開始から3周年を迎えるにあたり、新たにバイノーラルマイクを駆使したASMR朗読の配信を、2020年11月19日(木)22:00にYouTubeにてプレミア公開で配信開始した。

### おやすみまえの文学
2020年7月2日より配信が開始された『よみほぐ』の姉妹番組。『よみほぐ』と同じく声優が交代制で文学作品を朗読するプログラムだが、いずれも10分程度の短い尺だった『よみほぐ』に対し、本番組は30分程度の尺の作品も取り扱うようになった（取り扱う作品によって尺は異なる）。ただし、配信頻度は月1回でYoutubeでのプレミア公開のみとなっている。

## 出演声優・朗読作品

### よみほぐ
※プレイバック配信やRemake再配信を除く。
| 回数    | 配信日   | 出演声優   | 作品名           |
| ------- | -------- | ---------- | ---------------- |
| 第01回  | 10月05日 | 本渡楓     | ものぐさ太郎     |
| 第02回  | 10月12日 | 千本木彩花 | 鶴の恩返し       |
| 第03回  | 10月19日 | 町田広和   | 浦島太郎         |
| 第04回  | 10月26日 | 元吉茉莉花 | 貧乏神と福の神   |
| 第05回  | 11月02日 | 西森梨花   | 花咲か爺         |
| 第06回  | 11月09日 | 春木宏水   | 三枚のお札       |
| 第07回  | 11月16日 | 尾崎由香   | 桃太郎           |
| 第08回  | 11月23日 | 鈴木みのり | 母を訪ねて三千里 |
| 第09回  | 11月30日 | 角元明日香 | すずの兵隊       |
| 第010回 | 12月07日 | 野村香菜子 | 12月の神様       |
| 第011回 | 12月14日 | 和氣あず未 | 手袋を買いに     |
| 第012回 | 12月21日 | 鈴木みのり | マッチ売りの少女 |
| 第013回 | 12月28日 | 駒形友梨   | かさじぞう       |

| 回数    | 配信日   | 出演声優   | 作品名                     |
| ------- | -------- | ---------- | -------------------------- |
| 第014回 | 01月04日 | 角元明日香 | わらしべ長者               |
| 第015回 | 01月11日 | 野村香菜子 | 分福茶釜                   |
| 第016回 | 01月18日 | 和氣あず未 | 幸福な王子                 |
| 第017回 | 01月25日 | 駒形友梨   | 雪女                       |
| 第018回 | 02月01日 | 近藤玲奈   | おむすびころりん           |
| 第019回 | 02月08日 | 佳穂成美   | カチカチ山                 |
| 第020回 | 02月15日 | 本泉莉奈   | さるかに合戦               |
| 第021回 | 02月22日 | 佳穂成美   | 舌切りすずめ               |
| 第022回 | 03月01日 | 本泉莉奈   | 人魚姫                     |
| 第023回 | 03月08日 | 西本りみ   | 一寸法師                   |
| 第024回 | 03月15日 | 愛美       | 赤ずきん                   |
| 第025回 | 03月22日 | 西本りみ   | こぶとりじいさん           |
| 第026回 | 03月29日 | 愛美       | 姥捨て山                   |
| 第027回 | 04月05日 | 久保田梨沙 | きんたろう                 |
| 第028回 | 04月12日 | 井上雄貴   | 大江山                     |
| 第029回 | 04月19日 | 久保田梨沙 | ねずみの嫁入り             |
| 第030回 | 04月26日 | 井上雄貴   | 鬼六                       |
| 第031回 | 05月10日 | 田中貴子   | 白雪姫                     |
| 第032回 | 05月17日 | 大野柚布子 | かぐや姫                   |
| 第033回 | 05月24日 | 田中貴子   | 瓜子姫                     |
| 第034回 | 05月31日 | 大野柚布子 | ヘンゼルとグレーテル       |
| 第035回 | 06月07日 | のん       | ブレーメンの音楽隊         |
| 第036回 | 06月14日 | 五十嵐裕美 | 浦島太郎                   |
| 第037回 | 06月21日 | 五十嵐裕美 | 金の斧 銀の斧              |
| 第038回 | 07月19日 | Machico    | 桃太郎                     |
| 第039回 | 07月26日 | 松永あかね | 飯食わぬ女房               |
| 第040回 | 08月02日 | 松永あかね | はなたれ小僧さま           |
| 第041回 | 08月09日 | 井上雄貴   | 蛇の息子                   |
| 第042回 | 08月16日 | 井上雄貴   | 母を訪ねて三千里           |
| 第043回 | 08月23日 | 森なな子   | 天狗のかくれみの           |
| 第044回 | 08月30日 | 木戸衣吹   | クラゲの骨なし             |
| 第045回 | 09月06日 | 森なな子   | 金太郎                     |
| 第046回 | 09月13日 | 木戸衣吹   | 鶴の恩返し                 |
| 第047回 | 09月20日 | 近藤玲奈   | 因幡の白うさぎ             |
| 第048回 | 09月27日 | 白石晴香   | 三匹の子豚                 |
| 第049回 | 10月04日 | 近藤玲奈   | かさじぞう                 |
| 第050回 | 10月11日 | 白石晴香   | 鉢かつぎ姫                 |
| 第051回 | 10月18日 | 真野拓実   | ジャックと豆の木           |
| 第052回 | 10月25日 | 小松未可子 | 雪女                       |
| 第053回 | 11月01日 | 日向大輔   | 梨売り仙人                 |
| 第054回 | 11月08日 | 前田誠二   | 三びきのヤギのガラガラドン |
| 第055回 | 11月15日 | 伊藤昌弘   | カモ取り権兵衛             |
| 第056回 | 11月22日 | 愛美       | ラプンツェル               |
| 第057回 | 11月29日 | 鈴木みのり | 七つの星                   |
| 第058回 | 12月06日 | 伊藤昌弘   | 北風がくれたテーブルかけ   |
| 第059回 | 12月13日 | 鈴木みのり | かぐや姫                   |
| 第060回 | 12月20日 | 紡木吏佐   | オオカミと七匹の子ヤギ     |
| 第061回 | 12月27日 | 小松未可子 | 長靴をはいた猫             |

| 回数    | 配信日   | 出演声優   | 作品名                 |
| ------- | -------- | ---------- | ---------------------- |
| 第062回 | 01月03日 | 紡木吏佐   | タニシ長者             |
| 第063回 | 01月10日 | 前田誠二   | ちからたろう           |
| 第064回 | 01月17日 | 愛美       | おやゆび姫             |
| 第065回 | 01月24日 | 森嶋秀太   | 逃げ出したパンケーキ   |
| 第066回 | 01月31日 | 遠野ひかる | 三びきのくま           |
| 第067回 | 02月07日 | 城田純     | 屏風の虎               |
| 第068回 | 02月14日 | 西本りみ   | アラジンと魔法のランプ |
| 第069回 | 02月21日 | 日向大輔   | ペルセウスの冒険       |
| 第070回 | 02月28日 | 二ノ宮ゆい | すずの兵隊             |
| 第071回 | 03月07日 | 城田純     | 裸の王様               |
| 第072回 | 03月14日 | 真野拓実   | 耳なし芳一             |
| 第073回 | 03月21日 | 大野柚布子 | 星の銀貨               |
| 第074回 | 03月28日 | 大塚明夫   | 花咲か爺さん           |
| 第075回 | 04月04日 | 巴奎依     | シンデレラ             |
| 第076回 | 04月11日 | 高井舞香   | 小人と靴屋             |
| 第077回 | 04月18日 | 森嶋秀太   | しあわせの王子         |
| 第078回 | 04月25日 | 西本りみ   | 雪の女王               |
| 第079回 | 05月02日 | 胡麻鶴彩   | 三人兄弟               |
| 第080回 | 05月09日 | 遠野ひかる | 天の羽衣               |
| 第081回 | 05月16日 | 伊藤彩沙   | 空飛ぶトランク         |
| 第082回 | 05月23日 | 大野柚布子 | 白鳥の王子             |
| 第083回 | 05月30日 | 二ノ宮ゆい | 青い鳥                 |
| 第084回 | 06月06日 | 高井舞香   | 火打ち箱               |
| 第085回 | 06月13日 | 巴奎依     | みつけどり             |
| 第086回 | 06月20日 | 胡麻鶴彩   | ねむりひめ             |
| 第087回 | 07月25日 | 伊藤彩沙   | みにくいアヒルの子     |
| 第088回 | 08月01日 | 春瀬なつみ | 12月の神様             |
| 第089回 | 08月08日 | 秦佐和子   | わらしべ長者           |
| 第090回 | 08月22日 | 陶山恵実里 | 子育て幽霊             |
| 第091回 | 08月29日 | 湯浅かえで | 勇敢なうさぎ           |
| 第092回 | 09月05日 | 秦佐和子   | ものぐさ太郎           |
| 第093回 | 09月12日 | 菅野真衣   | 牛若丸                 |
| 第094回 | 09月19日 | 柳原かなこ | のっぺらぼう           |
| 第095回 | 09月26日 | 菅野真衣   | 証城寺の狸囃子         |
| 第096回 | 11月14日 | 柳原かなこ | 泣いた赤鬼             |
| 第097回 | 11月28日 | 陶山恵実里 | マッチ売りの少女       |
| 第098回 | 12月12日 | 湯浅かえで | 分福茶釜               |
| 第099回 | 12月26日 | 春瀬なつみ | 手袋を買いに           |

#### よみほぐASMR
| episode       | 配信日         | 出演声優   | 作品名               |
| ------------- | -------------- | ---------- | -------------------- |
| 1             | 2020年11月19日 | 鬼頭明里   | かぐや姫             |
| 2             | 2020年12月3日  | 相羽あいな | ヘンゼルとグレーテル |
| 3             | 2020年12月17日 | 鬼頭明里   | やまなし             |
| 4             | 2021年2月4日   | 伊藤彩沙   | マッチ売りの少女     |
| 5             | 2021年2月18日  | 田丸篤志   | かさじぞう           |
| 6             | 2021年3月11日  | 木島隆一   | しあわせの王子       |
| 7             | 2021年4月1日   | 河西健吾   | ごんぎつね           |
| 8             | 2021年4月15日  | 伊藤彩沙   | 鶴の恩返し           |
| 9             | 2021年5月13日  | 進藤あまね | 白雪姫               |
| 10            | 2021年6月3日   | 五十嵐裕美 | ねむり姫             |
| 11            | 2021年6月17日  | 田丸篤志   | 一寸法師             |
| 12            | 2021年8月5日   | 木島隆一   | はだかの王様         |
| 13            | 2021年8月26日  | 相羽あいな | 浦島太郎             |
| 怪談シリーズ1 | 2021年9月9日   | 河西健吾   | 耳なし芳一           |
| 怪談シリーズ2 | 2021年9月16日  | 紡木吏佐   | 海が呼んだ話         |
| 怪談シリーズ3 | 2021年9月23日  | 紡木吏佐   | お貞の話             |
| 怪談シリーズ4 | 2021年9月30日  | 五十嵐裕美 | 白昼夢               |
| 14            | 2021年11月18日 | 進藤あまね | すずの兵隊           |
| 15            | 2021年12月23日 | 西尾夕香   | 因幡の白兎           |

### おやすみまえの文学
| 回 | 配信日         | 出演声優   | 作者・作品名                   |
| -- | -------------- | ---------- | ------------------------------ |
| 01 | 2020年07月02日 | 小松未可子 | 梶井基次郎「桜の樹の下には」   |
| 02 | 2020年08月06日 | 愛美       | 室生犀星「不思議な国の話」     |
| 03 | 2020年09月03日 | 美波わかな | 小川未明「金の輪」             |
| 04 | 2020年10月08日 | 井上雄貴   | 夢野久作「きのこ会議」         |
| 05 | 2020年11月26日 | 小松未可子 | 芥川龍之介「羅生門」           |
| 06 | 2020年12月24日 | 愛美       | 夏目漱石「ケーベル先生の告別」 |
| 07 | 2021年03月18日 | 井上雄貴   | 海野十三「千年後の世界」       |

## エンディングテーマ
※『よみほぐ』のみ
- さすらいネコが駆けてゆく
  - うた：田中裕梨（Blu-Swing）（2019年9月まで）→Machico（2019年10月から[21]）
  - 作詞・作曲：トベタ・バジュン
  - 編曲：森俊之
  - Pf，Rhodes：森俊之
  - Dr：沼澤尚
  - Bs：鈴木正人
  - Gt：古川昌義
  - Str：藤堂昌彦
  - Engineer：沖津徹